# Longeaux
Pour les articles homonymes, voir Longeaux (homonymie).
Longeaux est une commune française située dans le département de la Meuse, en région Grand Est.
Ses habitants sont appelés les Longoviciens.

## Géographie

### Localisation
Le village se situe au cœur du Barrois. La commune est établie sur les coteaux de la vallée de l'Ornain.
Située à 5 km au sud-est de Ligny-en-Barrois, la commune est traversée par le canal de la Marne au Rhin.
Le territoire de la commune est limitrophe de ceux de quatre communes :
| Givrauval      | Givrauval | Menaucourt |
|                | Longeaux  |            |
| Villers-le-Sec | Nantois   | Nantois    |

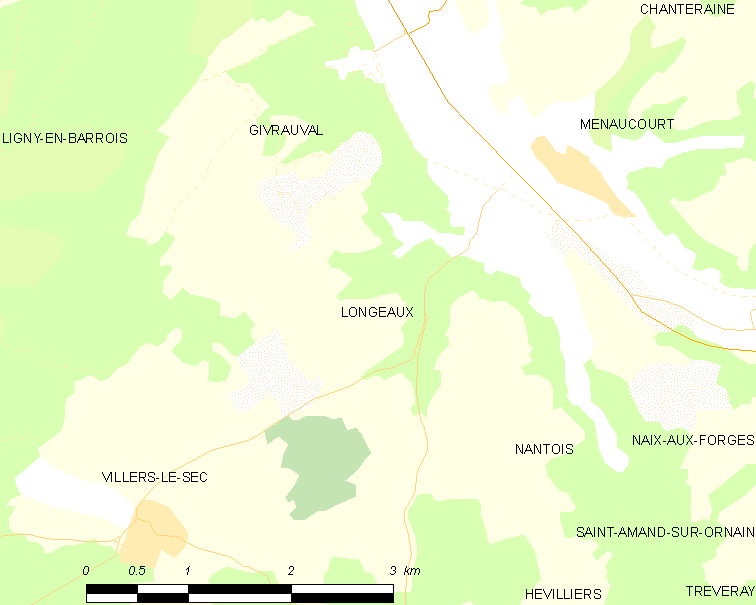
Carte de la commune.
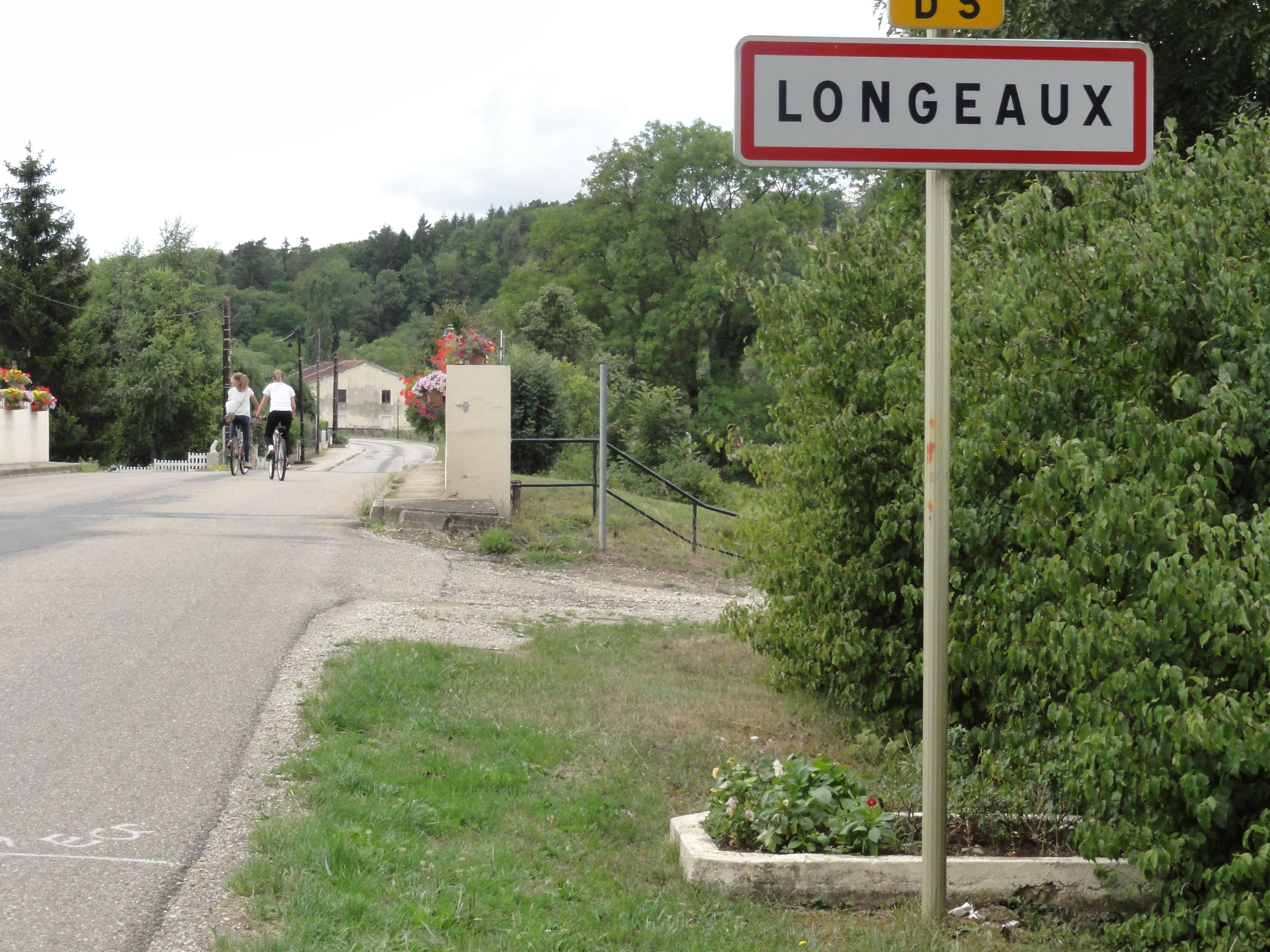
Entrée de l'agglomération.
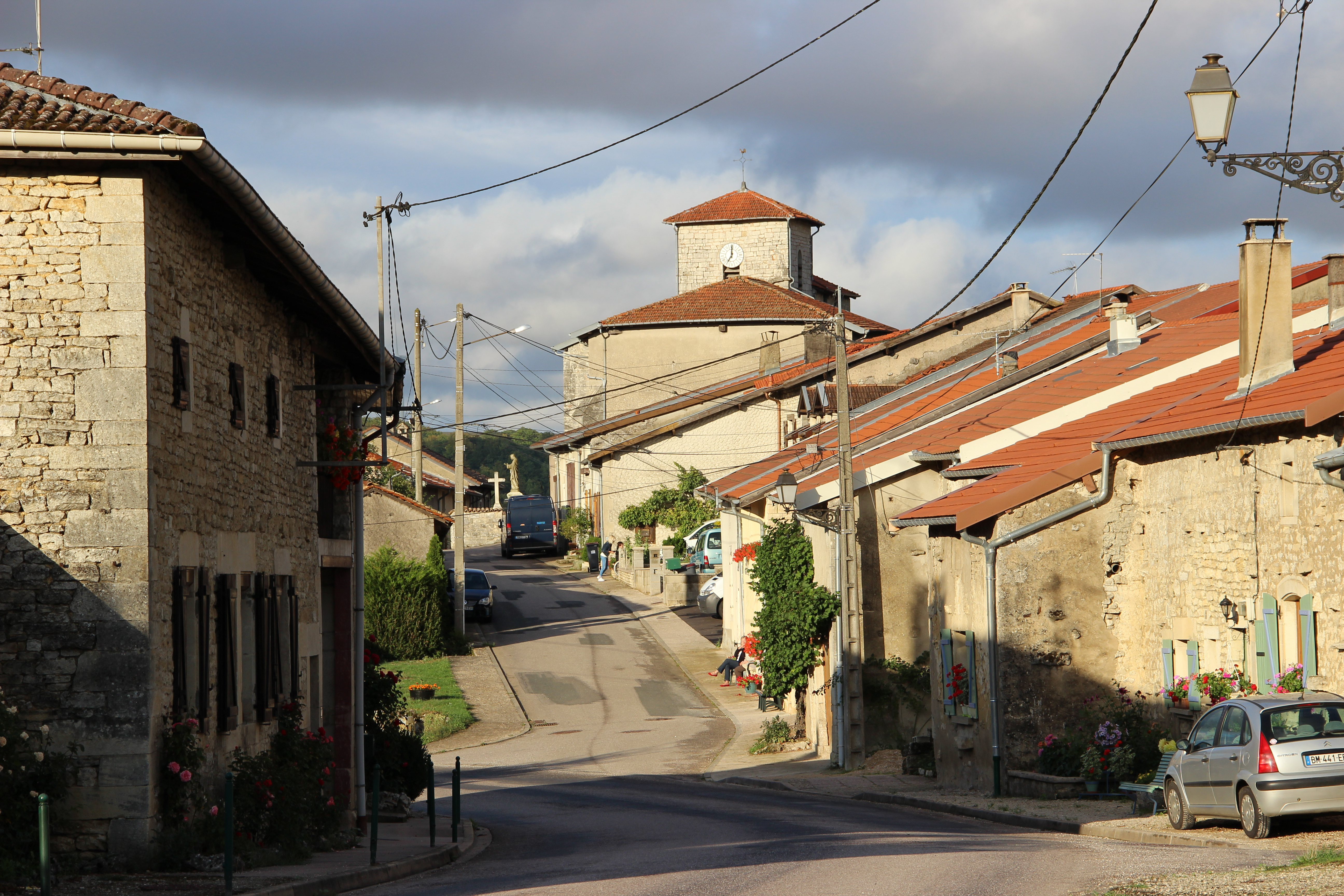
Rue du village.
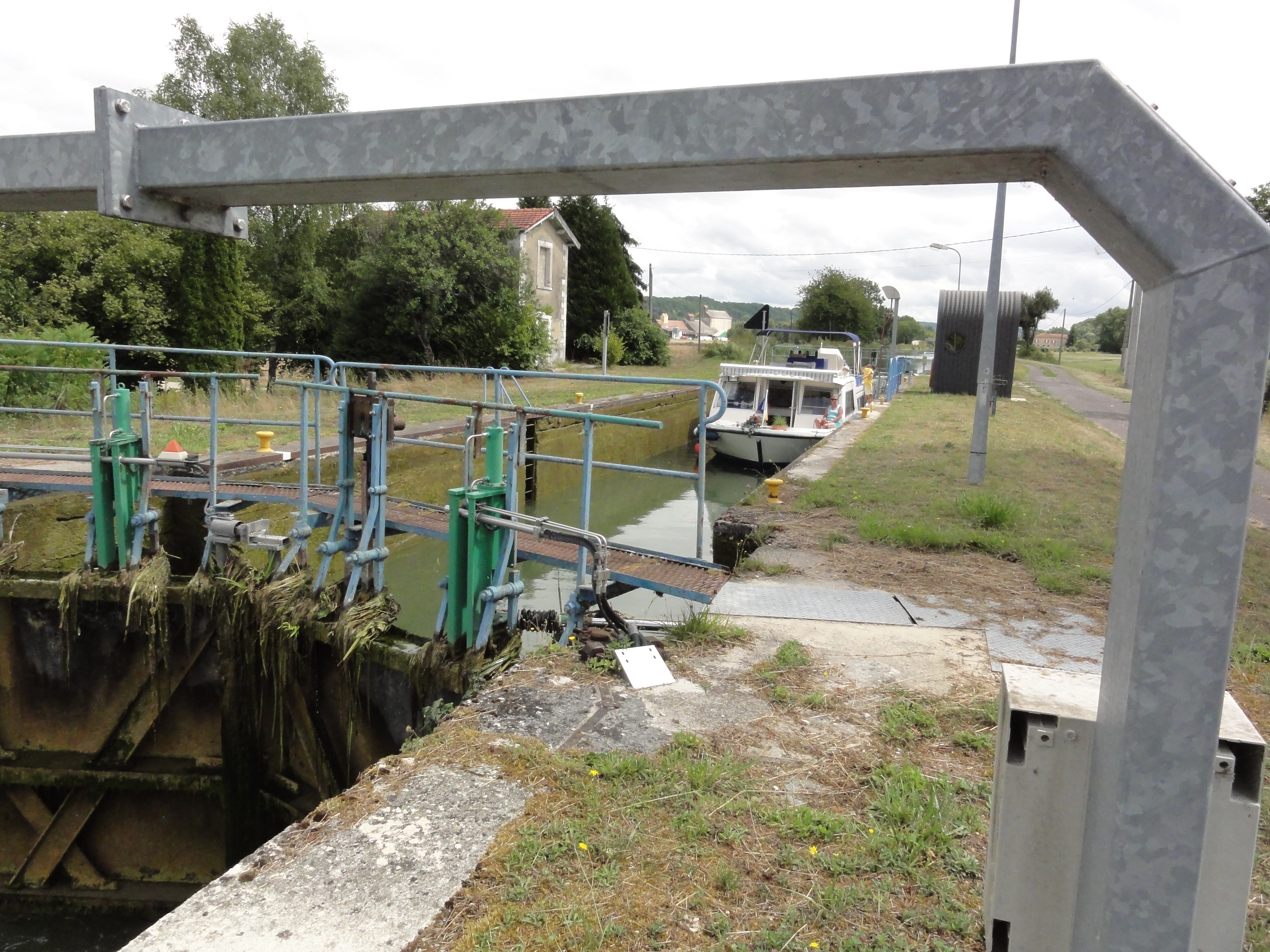
Canal de la Marne au Rhin, écluse Longeaux.

### Hydrographie
La commune est dans la région hydrographique « la Seine de sa source au confluent de l'Oise (exclu) » au sein du bassin Seine-Normandie. Elle est drainée par le canal de la Marne au Rhin, l'Ornain et le ruisseau des Grandes Fontaines,.
Le canal de la Marne au Rhin, long de 293 km et 178 écluses à l'origine, relie la Marne (à Vitry-le-François) au Rhin (à Strasbourg). Par le canal latéral de la Marne, il est connecté au réseau navigable de la Seine vers l'Île-de-France et la Normandie. 
L'Ornain, d'une longueur de 116 km, prend sa source dans la commune de Grand et se jette  dans la Saulx à Étrepy, après avoir traversé 36 communes. 

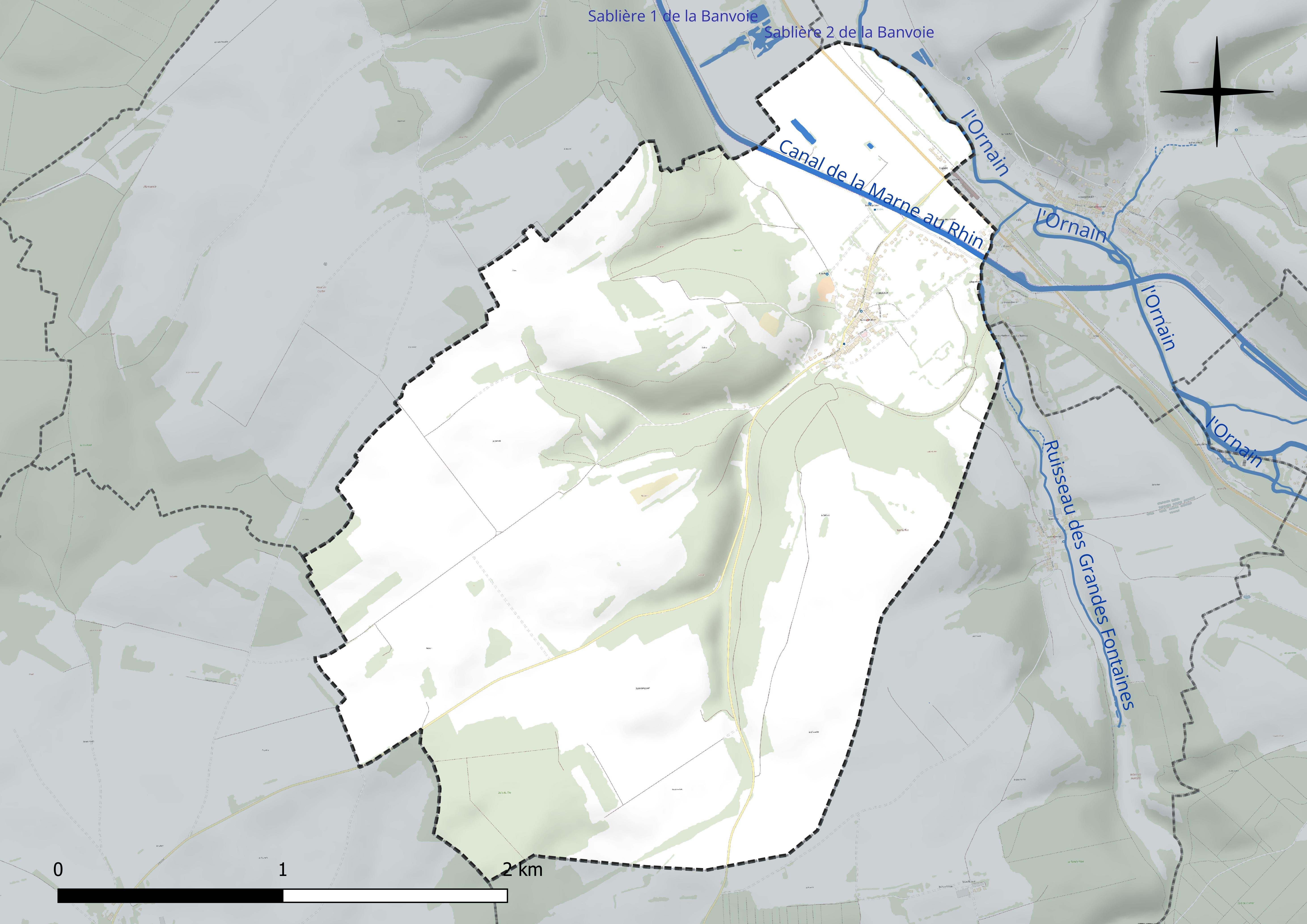
Réseau hydrographique de Longeaux.

### Climat
Pour des articles plus généraux, voir Climat du Grand Est et Climat de la Meuse.
En 2010, le climat de la commune est de type climat de montagne, selon une étude du Centre national de la recherche scientifique s'appuyant sur une série de données couvrant la période 1971-2000. En 2020, Météo-France publie une typologie des climats de la France métropolitaine dans laquelle la commune est exposée à un climat océanique altéré et est dans la région climatique  Lorraine, plateau de Langres, Morvan, caractérisée par un hiver rude (1,5 °C), des vents modérés et des brouillards fréquents en automne et hiver. 
Pour la période 1971-2000, la température annuelle moyenne est de 10,1 °C, avec une amplitude thermique annuelle de 16 °C. Le cumul annuel moyen de précipitations est de 1 001 mm, avec 13,5 jours de précipitations en janvier et 9,7 jours en juillet. Pour la période 1991-2020, la température moyenne annuelle observée sur la station météorologique de Météo-France la plus proche, « Erneville aux Bois_sapc », sur la commune d'Erneville-aux-Bois à 12 km à vol d'oiseau, est de 9,9 °C et le cumul annuel moyen de précipitations est de 1 021,5 mm. 
La température maximale relevée sur cette station est de 39,4 °C, atteinte le 25 juillet 2019 ; la température minimale est de −24,2 °C, atteinte le 18 février 1956,,. 
Les paramètres climatiques de la commune ont été estimés pour le milieu du siècle (2041-2070) selon différents scénarios d'émission de gaz à effet de serre à partir des nouvelles projections climatiques de référence DRIAS-2020. Ils sont consultables sur un site dédié publié par Météo-France en novembre 2022.

## Urbanisme

### Typologie
Au 1er janvier 2024, Longeaux est catégorisée commune rurale à habitat dispersé, selon la nouvelle grille communale de densité à sept niveaux définie par l'Insee en 2022.
Elle est située hors unité urbaine. Par ailleurs la commune fait partie de l'aire d'attraction de Bar-le-Duc, dont elle est une commune de la couronne,. Cette aire, qui regroupe 86 communes, est catégorisée dans les aires de 50 000 à moins de 200 000 habitants,.

### Occupation des sols
L'occupation des sols de la commune, telle qu'elle ressort de la base de données européenne d’occupation biophysique des sols Corine Land Cover (CLC), est marquée par l'importance des territoires agricoles (70,8 % en 2018), une proportion identique à celle de 1990 (70,8 %). La répartition détaillée en 2018 est la suivante : 
terres arables (46,3 %), forêts (29,2 %), prairies (13,5 %), zones agricoles hétérogènes (11,1 %). L'évolution de l’occupation des sols de la commune et de ses infrastructures peut être observée sur les différentes représentations cartographiques du territoire : la carte de Cassini (XVIIIe siècle), la carte d'état-major (1820-1866) et les cartes ou photos aériennes de l'IGN pour la période actuelle (1950 à aujourd'hui).

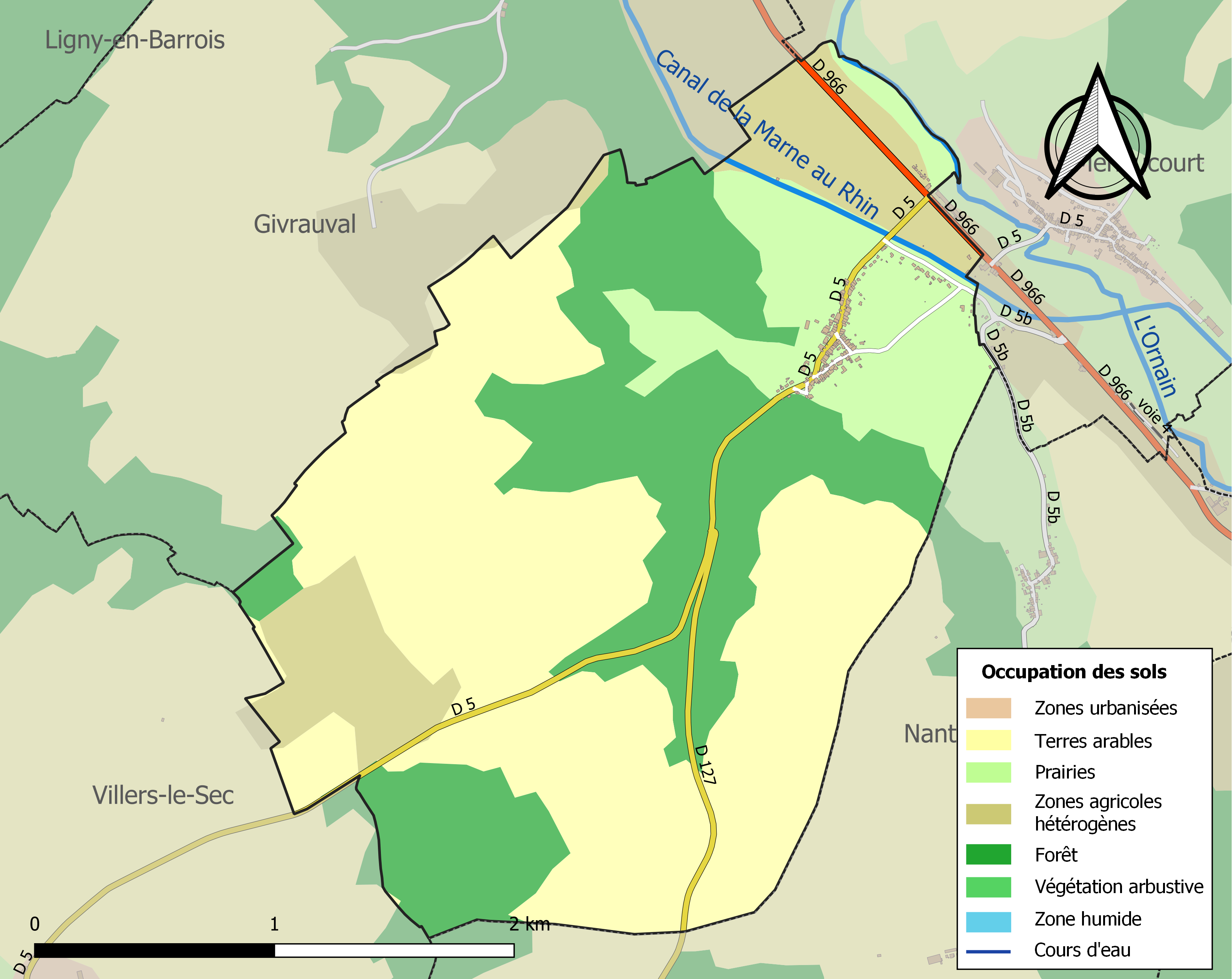
Carte des infrastructures et de l'occupation des sols de la commune en 2018 (CLC).

## Toponymie
Le nom de la localité est attesté sous les formes Longa-aqua (921) ; Longe-awe (1257) ; Longeawe (1321) ; Longa-aqua ante Lineyum (1402) ; Longeau (1460) ; Longeaue (1495-96) ; Longueau (1700) ; Longua-aqua (1711).

Du latin longa « lente à s'écouler » et aqua « eau, cours d'eau », pour désigner d'abord le cours d'eau, puis le village.

## Histoire
Le village est mentionné dès le VIIIe siècle.
Cependant, le site est habité depuis l’époque gallo-romaine en raison de sa proximité géographique avec la ville gallo-romaine de Nasium, établie à la fin du Ier siècle av. J.-C. Par ailleurs, les vestiges d'un aqueduc gallo-romain ont été découverts sur le territoire de Longeaux.
Au début du XVIIe siècle, la famille  de Cholet s'installe à Longeaux, héritant d'un manoir jusque-là propriété de la famille Hurault de Gondrecourt. La construction de cette bâtisse remonterait au XVe siècle, période à laquelle René Ier, duc d'Anjou, époux de Isabelle Ire de Lorraine, fille de Charles II de Lorraine, duc de Lorraine, hérita du duché de Bar et de Lorraine à la suite de la mort de son beau-père.
Cette maison forte, ceinturée de remparts et entourée de fossés de protection, abrita les descendants de la famille de Cholet jusqu'au XIXe siècle.

## Politique et administration
| Période                                  | Période   | Identité                                   | Étiquette | Qualité                                                                                       |
| ---------------------------------------- | --------- | ------------------------------------------ | --------- | --------------------------------------------------------------------------------------------- |
| Les données manquantes sont à compléter. |           |                                            |           |                                                                                               |
| mars 1989                                | mars 2014 | Jackie Fonroques                           | UMP       | Conseiller général du canton de Ligny-en-Barrois (1994-2001) Professeur d'allemand (retraité) |
| mars 2014                                | En cours  | Loup Knavié Réélu pour le mandat 2020-2026 |           |                                                                                               |

## Population et société

### Démographie
L'évolution du nombre d'habitants est connue à travers les recensements de la population effectués dans la commune depuis 1793. Pour les communes de moins de 10 000 habitants, une enquête de recensement portant sur toute la population est réalisée tous les cinq ans, les populations de référence des années intermédiaires étant quant à elles estimées par interpolation ou extrapolation. Pour la commune, le premier recensement exhaustif entrant dans le cadre du nouveau dispositif a été réalisé en 2008.

En 2022, la commune comptait 219 habitants, en évolution de −3,95 % par rapport à 2016 (Meuse : −4,4 %, France hors Mayotte : +2,11 %).
| 1793 | 1800 | 1806 | 1821 | 1831 | 1836 | 1841 | 1846 | 1851 |
| ---- | ---- | ---- | ---- | ---- | ---- | ---- | ---- | ---- |
| 312  | 347  | 343  | 367  | 393  | 383  | 376  | 383  | 382  |

| 1856 | 1861 | 1866 | 1872 | 1876 | 1881 | 1886 | 1891 | 1896 |
| ---- | ---- | ---- | ---- | ---- | ---- | ---- | ---- | ---- |
| 351  | 328  | 326  | 319  | 280  | 277  | 285  | 235  | 225  |

| 1901 | 1906 | 1911 | 1921 | 1926 | 1931 | 1936 | 1946 | 1954 |
| ---- | ---- | ---- | ---- | ---- | ---- | ---- | ---- | ---- |
| 203  | 208  | 204  | 175  | 187  | 178  | 181  | 160  | 205  |

| 1962 | 1968 | 1975 | 1982 | 1990 | 1999 | 2006 | 2008 | 2013 |
| ---- | ---- | ---- | ---- | ---- | ---- | ---- | ---- | ---- |
| 200  | 218  | 208  | 200  | 225  | 213  | 230  | 235  | 229  |

| 2018 | 2022 | - | - | - | - | - | - | - |
| ---- | ---- | - | - | - | - | - | - | - |
| 225  | 219  | - | - | - | - | - | - | - |

## Culture locale et patrimoine

### Lieux et monuments
- Église fortifiée Saint-Gengoult : édifiée initialement au XIIIe siècle, l'église a été fortifiée en deux phases, la première au XVe siècle et la seconde à la fin du XVIe siècle et au début du XVIIe siècle. Elle a conservé ses fenêtres de tir munies de corbeaux pour mantelets, ses meurtrières et ses archères.
- Monument aux morts avec sa statue du Sacré-Cœur.
- Fontaine de Saint-Gengoult : l'eau de cette fontaine aurait la propriété de soigner les maladies oculaires ainsi que les maladies de peau.
- Fontaine-abreuvoir, MDCCCCXXXVIII.
- Restes d'aqueduc souterrain gallo-romain.

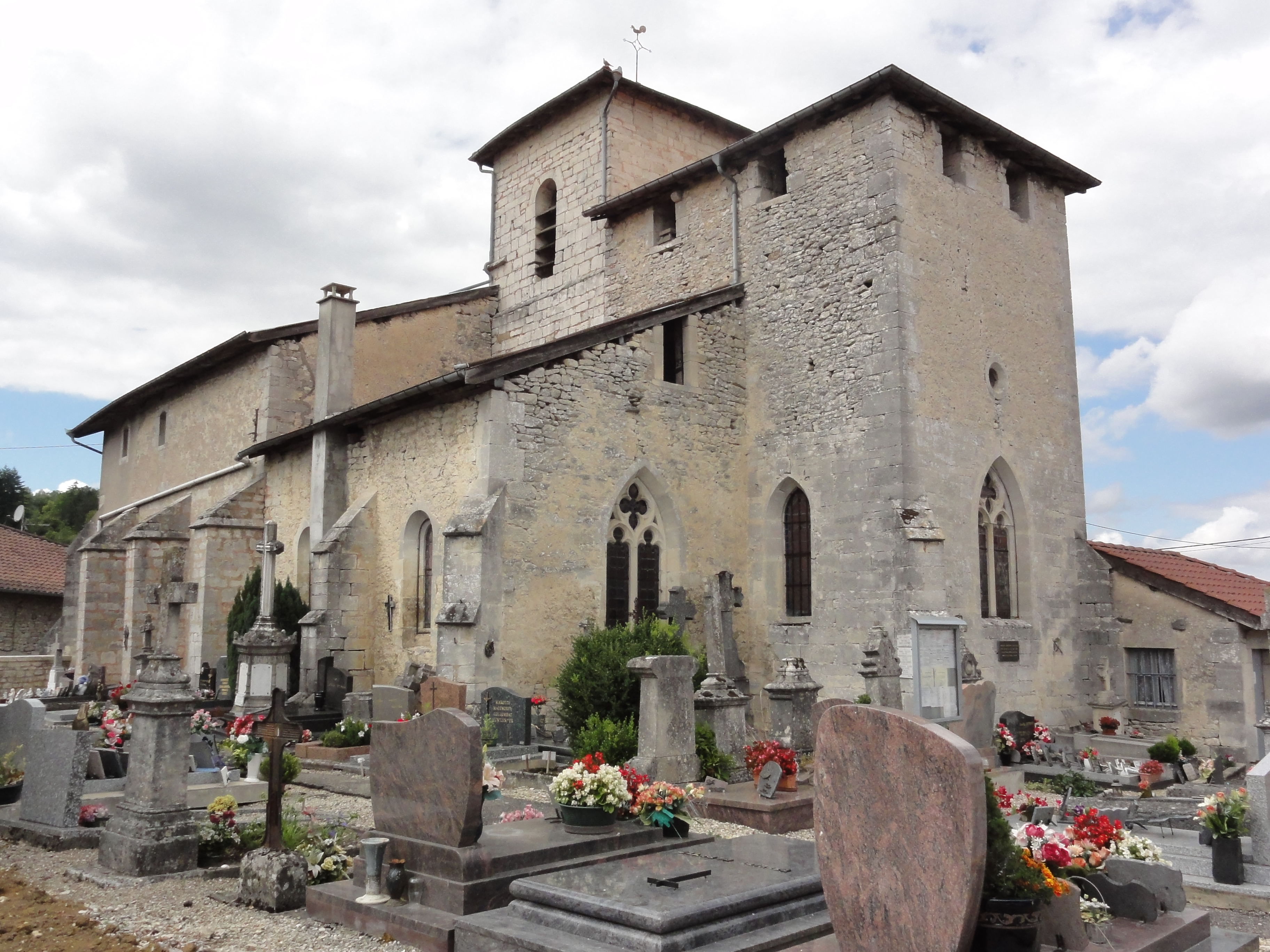
Église Saint-Gengoult
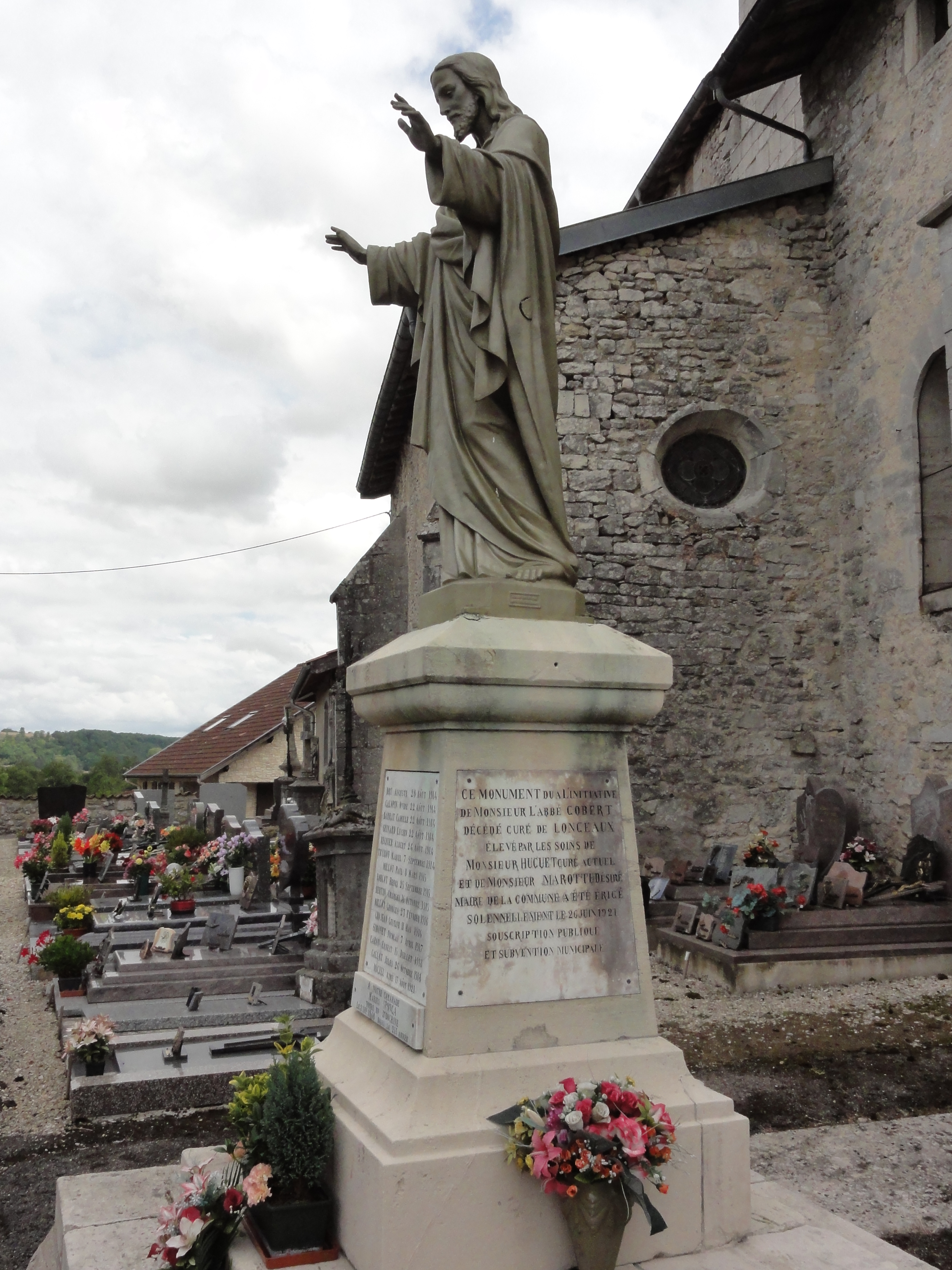
Monument aux morts.
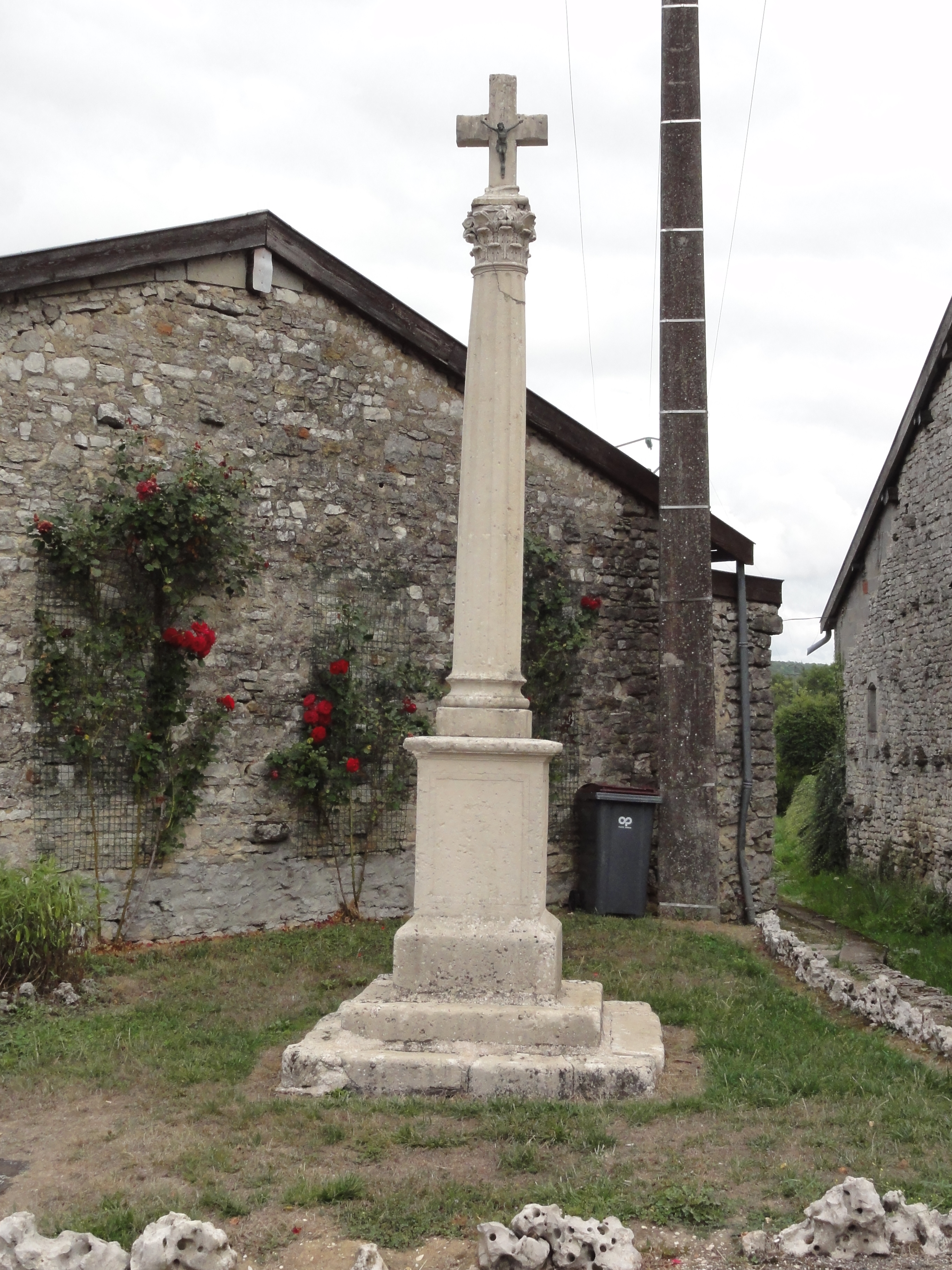
Croix de chemin.
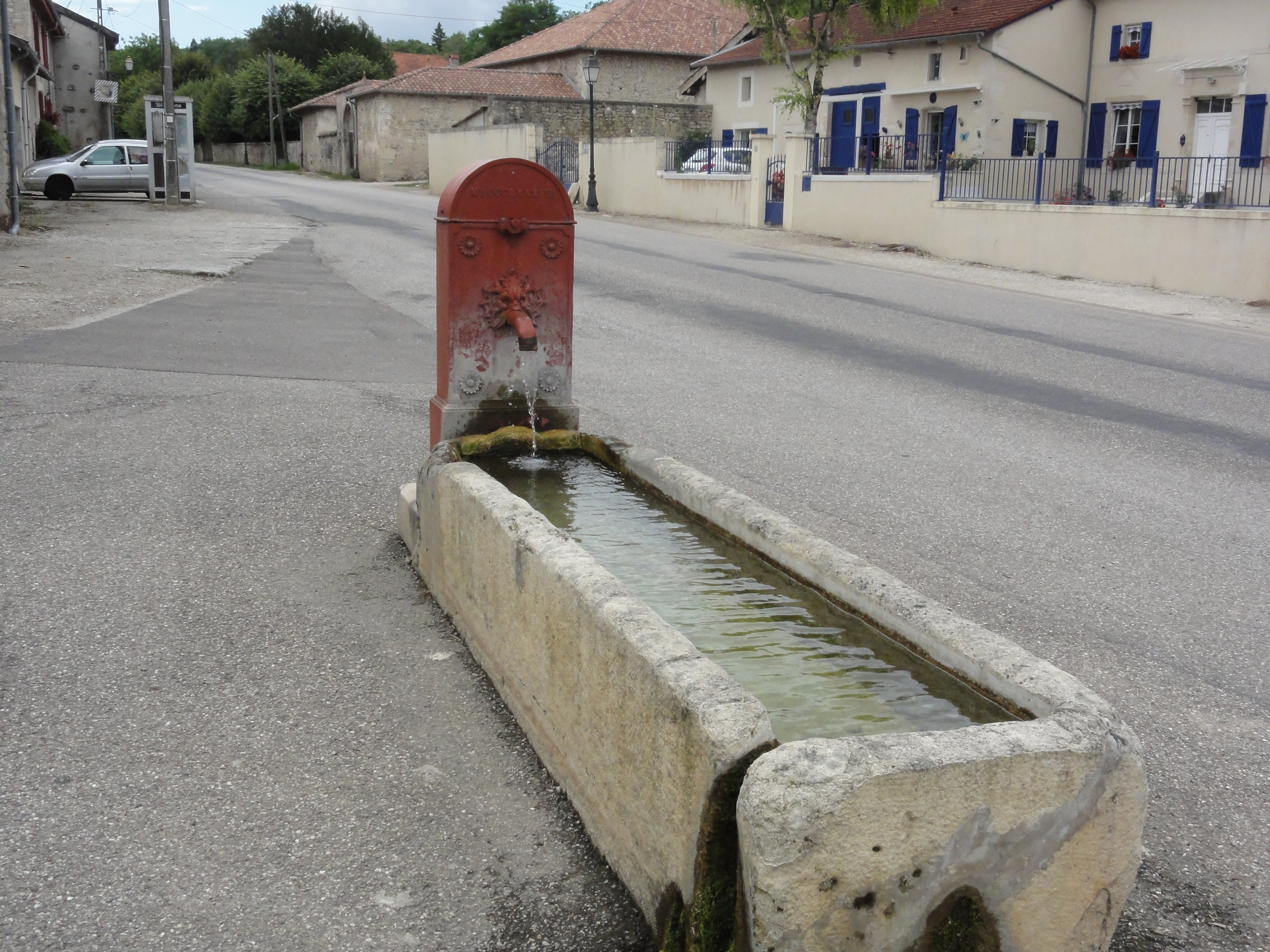
Fontaine-abreuvoir, MDCCCCXXXVIII.

### Héraldique
| Blason de Longeaux | Blason  | D'argent au chevron d'azur chargé d'une étoile d'or, accompagné de trois hures de sanglier de sable défendus d'argent, celles du chef affrontées ; au chef d'azur chargé d'une levrette courant d'argent colletée de sable. |
| Blason de Longeaux | Détails | La municipalité a adopté, fin 1990, ces armoiries composées et présentées par Monsieur Jackie FONROQUES, maire. |